# Електрон А18501
Електрон А18501 (англ. Electron A18501) — 12-ти метровий низькопідлоговий автобус загальною пасажиромісткістю 102 особи (з них 30-33 місць для сидіння), виготовлений спільним українсько-німецьким підприємством «Електронтранс».

## Історія

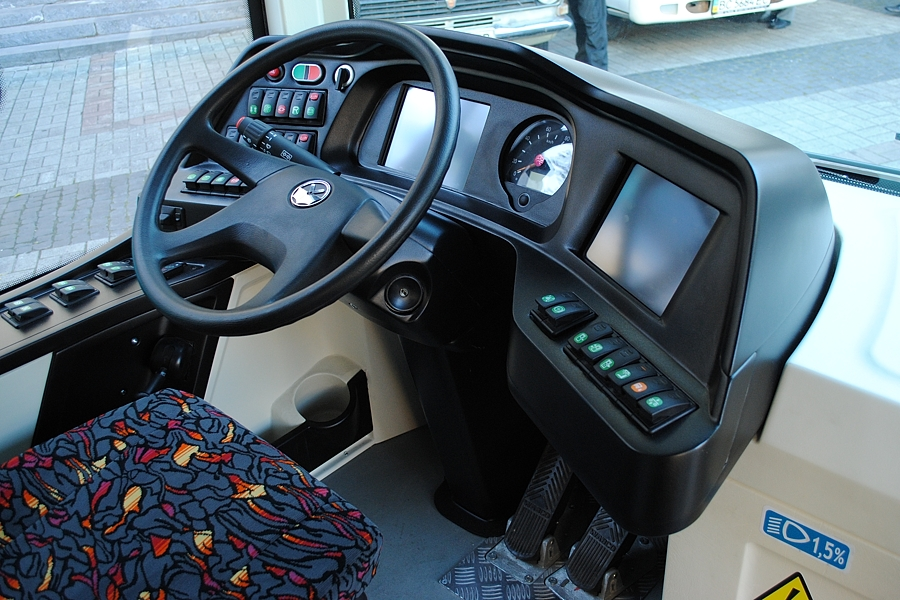

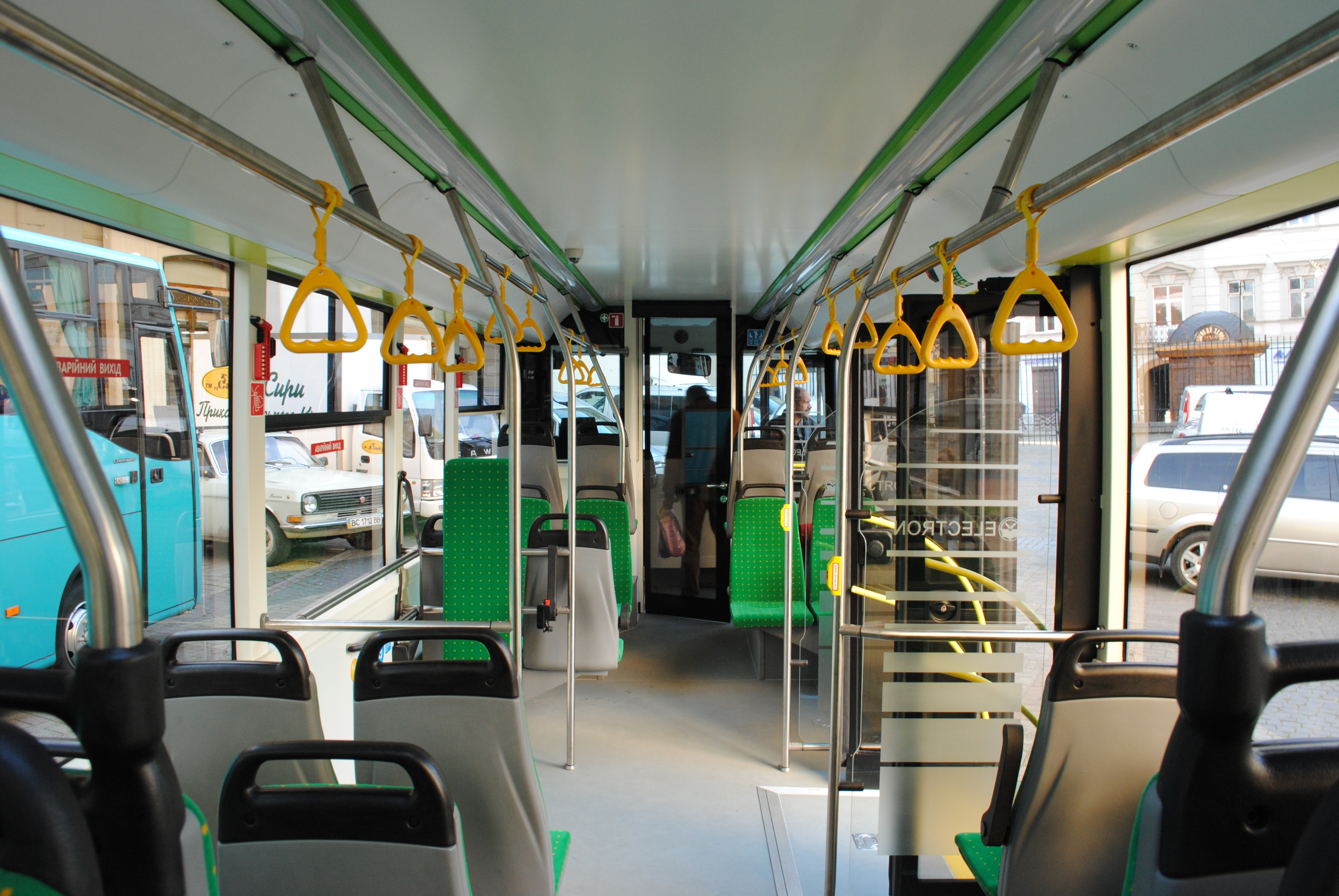

У вересні 2015 року підприємство виграло тендер на поставку Львову десяти автобусів Електрон А185 на суму 35,85 млн грн.
23 липня 2016 року львівське комунальне підприємство АТП-1 отримало 10 автобусів Електрон А18501.
У березні 2016 року Електронтранс виграв тендер на поставку Львову ще 55-ти автобусів Електрон А185 на суму 264,18 млн грн., але через судову тяганину з конкурентом змушений був підписати договір про поставку цих автобусів лише у вересні 2016 року.
У червні 2017 року місто отримало останні з 55-ти автобусів Електрон А18501 згідно з договором з виробником. Кожен автобус коштував Львову 4,9 млн. грн.
У лютому 2018 року підприємство виграло тендер на поставку Ужгороду 10 автобусів на суму 54 млн грн. Перші 2 автобуси комунальне підприємство "Ужгородський муніципальний транспорт" отримало 13 вересня 2018 року, а вже 15 вересня відбулася їх офіційна презентація. 21 жовтня відбувся їхній перший виїзд на маршрути, а 29 жовтня на маршрутах працювали всі 10 автобусів.
У рамках найбільшої (150 автобусів), в сучасній історії Львова, лізингової закупівлі автобусів 2018-2019 роках 50 автобусів передано для Львівського комунального АТП-1. Перша партія з 5 автобусів Електрон А18501 передана 21 листопада.
У лютому 2019 року на замовлення ДП СК "Ольвія" виготовлено автобус дводверної модифікації з пасажиромісткістю 90 осіб (з них 37 місць для сидіння).

## Опис
Автобус є спорідненою моделлю з CityLAZ-12, що виготовлялась з 2004 року, оскільки багато працівників Львівського автобусного заводу перейшли працювати на СП «Електронтранс», зокрема, гендиректор останнього Василь Пецух.
Електрон А18501 — низькопідлоговий з несучим кузовом вагонної компоновки головним несним елементом якого є жорсткий каркас, на якій кріпляться усі вузли та агрегати. Каркас автобуса виконаний з високоміцної сталі з повним антикорозійним покриттям. Автобус оснащується дизельним двигуном Cummins ISB6.7E5 285 об'ємом 6,7 л потужністю 205 кВт (279 к.с.), двигун відповідає стандарту Євро-5 і автоматичною коробкою передач ZF EcoLife 6AP1200B. Підвіска передніх коліс — незалежна пневматична, задніх — залежна, пневматична. Шини автобуса від Michelin 275/80R, діаметром до обода 22.5 дюйми.
Автобус пристосований для перевезення пасажирів з інвалідністю: так, середні двері обладнані відкидним пандусом, який витримує 80 кг, а навпроти створено спеціальний накопичувальний майданчик. Завдяки пневматичній підвісці можливе невелике зниження/нахиляння в сторону дверей (kneeling).
Автобус має 3 двостулкові шарнірно-поворотні двері з пневматичним приводом та електричним керуванням соленоїдами. Передні двері розділені на дві частини.
Автобус має кілька систем гальмування — двоконтурну пневматичну систему EBS (яка включає ABS та ASR) з дисковими гальмами, стоянкове та автоматичні гальма.
Максимальна швидкість обмежена електронікою в 65 км/год, з відімкненим обмежувачем 90 км/год.
В салоні автобуса може бути розміщено до 33 сидячих місць (тридверна версія), з них до 10 — на низькій підлозі.  